# 康怀英
康怀英（？—918年），本名康怀貞，後梁兗州（今山東省濟寧市兗州區）人。
康怀貞開始作為朱瑾為牙將，後來歸降朱溫。從征伐，多立軍功，任陝州節度使。後梁建立，歷任右衛上將軍、侍衛諸軍都指揮使、永平軍節度使，多次被李存勖的晉軍擊敗，他避諱梁末帝朱友貞改名康怀英，在官任上去世。

## 延伸阅读
[在维基数据编辑]
 《舊五代史·卷23》，出自薛居正《舊五代史》
 《新五代史·卷22》，出自歐陽修《新五代史》